# Margueritebukten
Margueritebukten är en havsbukt i Antarktis. Den ligger i Västantarktis, på den Antarktiska halvöns västra kust. Argentina, Chile och Storbritannien gör anspråk på området.
Margueritebukten är cirka 200 km vid. Den gränsar till Adelaide Island i norr och Alexander Island i söder. I öster ligger det antarktiska fastlandet. Fram till slutet av 1990-talet var den sydöstra delen av bukten täckt av den numera smälta Wordie shelfis. Forskningsstationen Rothera på Adelaide Island ligger vid Margueritebukten.
Margueritebukten upptäcktes som en del av den femte franska antarktiska expeditionen (1908–1910) ledd av polarforskaren Jean-Baptiste Charcot och är uppkallad efter Charcots andra fru, Marguerite Cléry (1874–1960).

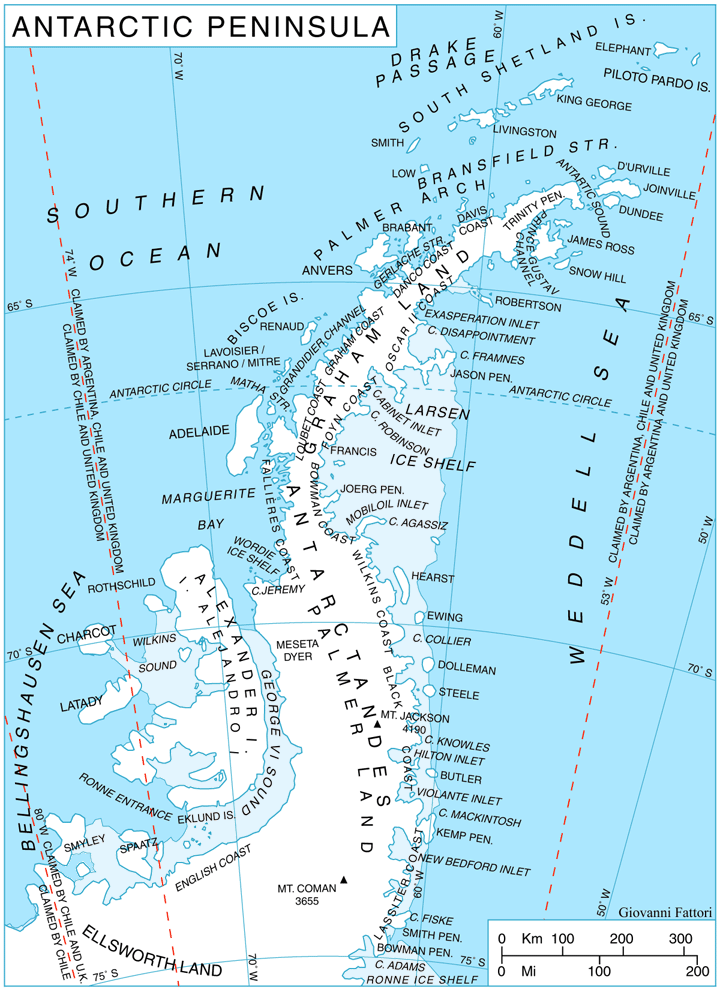
Karta med Margueritebukten utmärkt (se Marguerite Bay).